# O Martírio de São Mateus
O Martírio de São Mateus (1599–1600) é uma pintura do mestre italiano Caravaggio abrigada na Capela Contarelli da igreja San Luigi dei Francesi, em Roma, onde ela fica de frente para O Chamado de Mateus, ambas ladeando a peça-de-altar, A Inspiração de São Mateus, todas de Caravaggio. Ela foi a primeira das três a ser instalada na capela, em 1 de julho de 1600.
A pintura mostra o martírio de São Mateus, o autor do Evangelho de Mateus. Segundo a tradição, o santo foi morto por ordem do rei da Etiópia enquanto celebrava uma missa no altar. O rei desejava sua própria sobrinha e havia sido admoestado por Mateus, pois ela seria uma freira e, portanto, noiva de Cristo. O cardeal Contarelli, que morrera décadas antes, havia deixado instruções claras sobre o que queria: o santo sendo morto por um soldado enviado por um rei mau, alguma arquitetura adequada para a cena, e uma multidão de espectadores demonstrado emoções apropriadas.

## História
A encomenda — que, estritamente falando, era para seu patrocinador, o cardeal Francesco Maria Del Monte e não para a igreja em si — causou consideráveis dificuldades para Caravaggio, pois ele jamais havia pintado uma tela tão grande antes e nem com tantas figuras. Imagens de raio X revelam duas tentativas distintas antes da composição final que vemos hoje, com um movimento geral de simplificação pela remoção do número de figuras e a redução — e, no fim, eliminação — dos elementos arquiteturais.
A primeira versão revelada pelos raios X é no estilo maneirista do mais admirado artista em Roma na época, Giuseppe Cesari, com uma multidão de pequenas figuras em meio a enormes elementos arquiteturais. É possível que ela lhe tenha parecido estática e distante. A segunda versão se baseou em Rafael, adicionando uma multidão de espectadores revelando pena e medo, incluindo uma mulher que supostamente representaria a freira. A pintura estaria então em linha com a cena apinhada solicitada pelo cardeal Contarelli e com os pilares do maneirismo, que exigiam corpos e edifícios definidos pela perspectiva e o desenho, mas Caravaggio já havia desenvolvido um estilo pessoal no qual corpos eram definidos por luz e sombra e no qual o fundo era eliminado.
Neste ponto, Caravaggio abandona o "Martírio" e começa a trabalhar no "Chamado", que ser baseou em algumas de suas primeiras telas , "Os Trapaceiros" e "A Adivinha", mas em grande escala. Aparentemente re-inspirado ou, talvez, com renovada auto-confiança, Caravaggio voltou a trabalhar em "Martírio", mas desta vez utilizando sua própria técnica. A terceira versão eliminou toda a arquitetura, reduziu o número de atores e moveu a ação para perto do espectador; mais do que isto, ela introduziu o dramático chiaroscuro, que consiste em escolher os mais importantes elementos do tema — da mesma forma que um canhão de luz seleciona a ação num palco, mas séculos antes que os canhões de luz fossem imaginados — e representá-los no momento de maior dramaticidade, neste caso o exato momento do golpe fatal no santo caído. Esta é a versão que vemos hoje, a ação capturada em seu auge dramático, a multidão reduzida a papeis secundários pela iluminação seletiva, o todo dando a impressão de um momento visto como se pela luz de um flash.

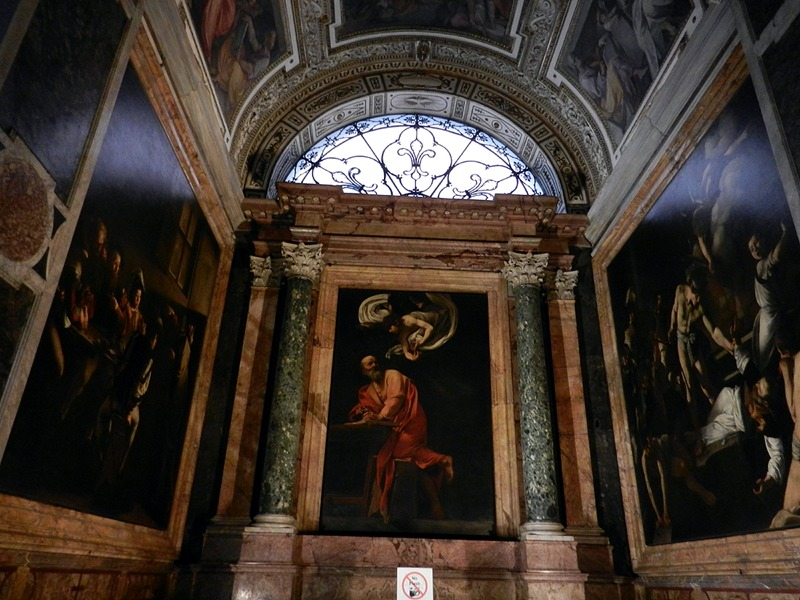
A Capela Contarelli, em San Luigi dei Francesi, com as três obras de Caravaggio. O "Martírio" está à direita.

Esta pintura marca o momento no qual a ortodoxia maneirista do final do século XVI — racional, intelectual, talvez um pouco artificial — abre caminho para o barroco e provocou comoções. Federico Zuccari, um dos mais eminentes pintores de Roma e um campeão do maneirismo, veio vê-la e afirmou que ela não era nada. Mas os artistas mais jovens foram completamente conquistados e Caravaggio repentinamente se viu como o artista mais famoso de Roma.

## Composição
É necessário concentração para entender que o confuso embate é uma vitória da santidade. São Mateus parece se acuar em frente à fúria nua de seu executor, queimando no brilho da luz, que prepara sua espada para golpeá-lo. À volta do santo estão pessoas revelando variadas emoções, como solicitado por Contarelli: terror, espanto e consternação, enquanto um anjo estende a palma do martírio. A confusão sobre a imagem pode ser aliviada ao se compreender que Mateus não está fragilizado de medo pelo golpe do seu assassino, mas tentando alcançar o presente do anjo. O alcance do executor e o do anjo são dois caminhos paralelos, mas apenas Mateus sabe da presença dele. Vista assim, esta é uma pintura que não trata de um momento de terror, mas da morte de um santo como uma ligação pessoal com o divino. A pintura e a escultura barroca italiana da época geralmente retratava martírios não como momentos de medo, mas de alegria ou êxtase, como é o caso, por exemplo, da "Santa Bibiana" de Bernini.
Um fator que merece ser notado é que Caravaggio, ao contrário de seus predecessores maneiristas, fez com que a arquitetura do início da era moderna trabalhasse em seu favor: grandes catedrais, como a Basílica de São Pedro, são bem iluminadas, mas pequenas capelas, como a Capela Contarelli, não são. Elas eram, e ainda são, escuras e estreitas. Nas palavras do biógrafo de Caravaggio, Peter Robb: "Qualquer um que venha pela nave de San Luigi (a igreja que abriga a capela) seria capaz de ver a nudez pálida do assassino se destacando na escuridão à distância, num espaço que parecia se abrir da parede para dentro do transepto real da igreja".
A pintura contém muitas referências às obras de Michelangelo, Rafael e outros, que o crítico John Gash atribui nem tento a necessidade de encontrar poses apropriadas, mas a um desejo de encontrar "uma qualidade de grandiosidade monumental similar à do Alto Renascimento". As figuras dos santos e do garoto horrorizado à esquerda, por exemplo, foram emprestadas "a ponto de quase 'citá-las' diretamente" de uma peça-de-altar de Ticiano em Veneza, "O Martírio de São Pedro, o Mártir".
A figura no fundo, no centro à esquerda e atrás do assassino, é um auto-retrato de Caravaggio.

## Detalhes

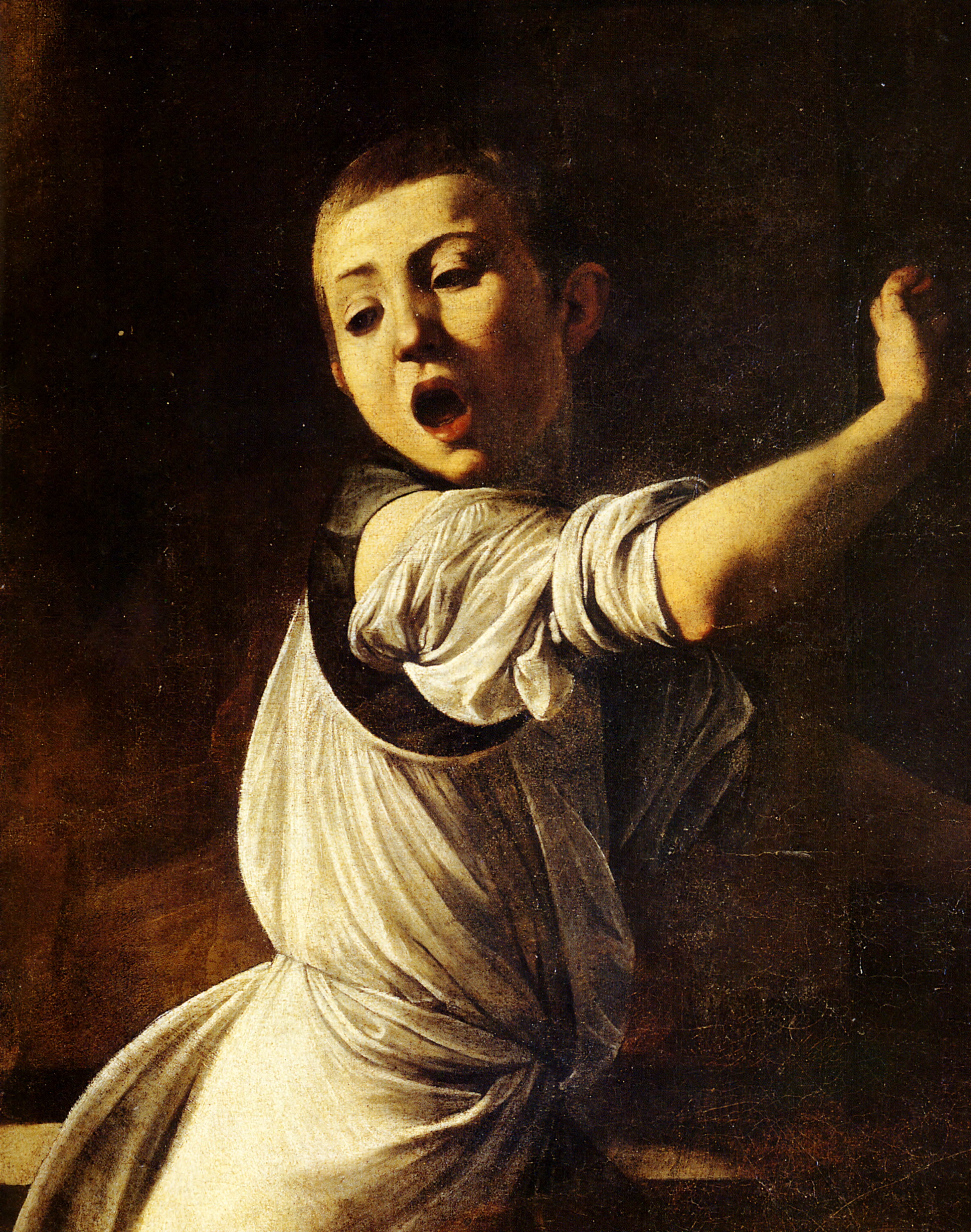
Um dos espectadores
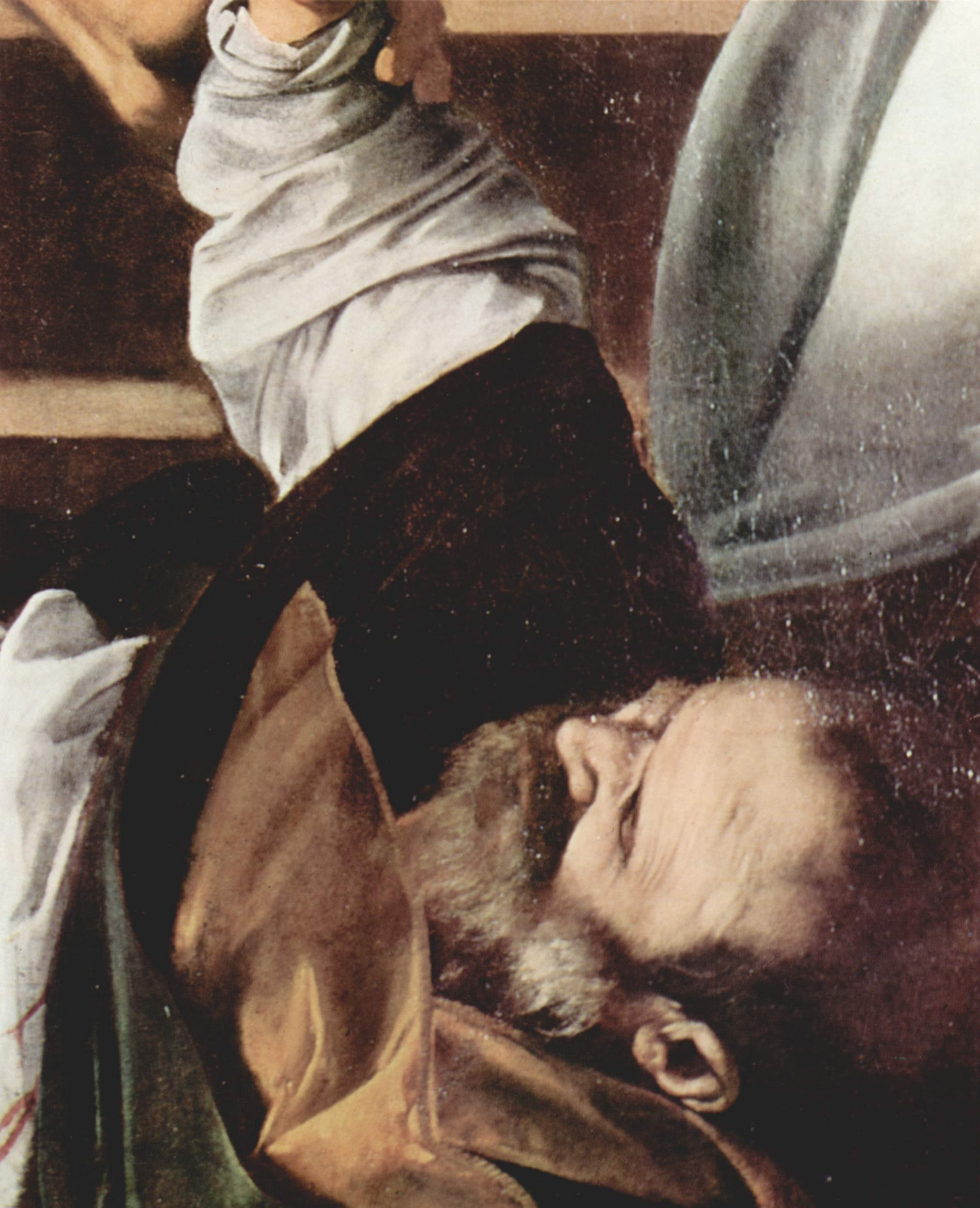
São Mateus
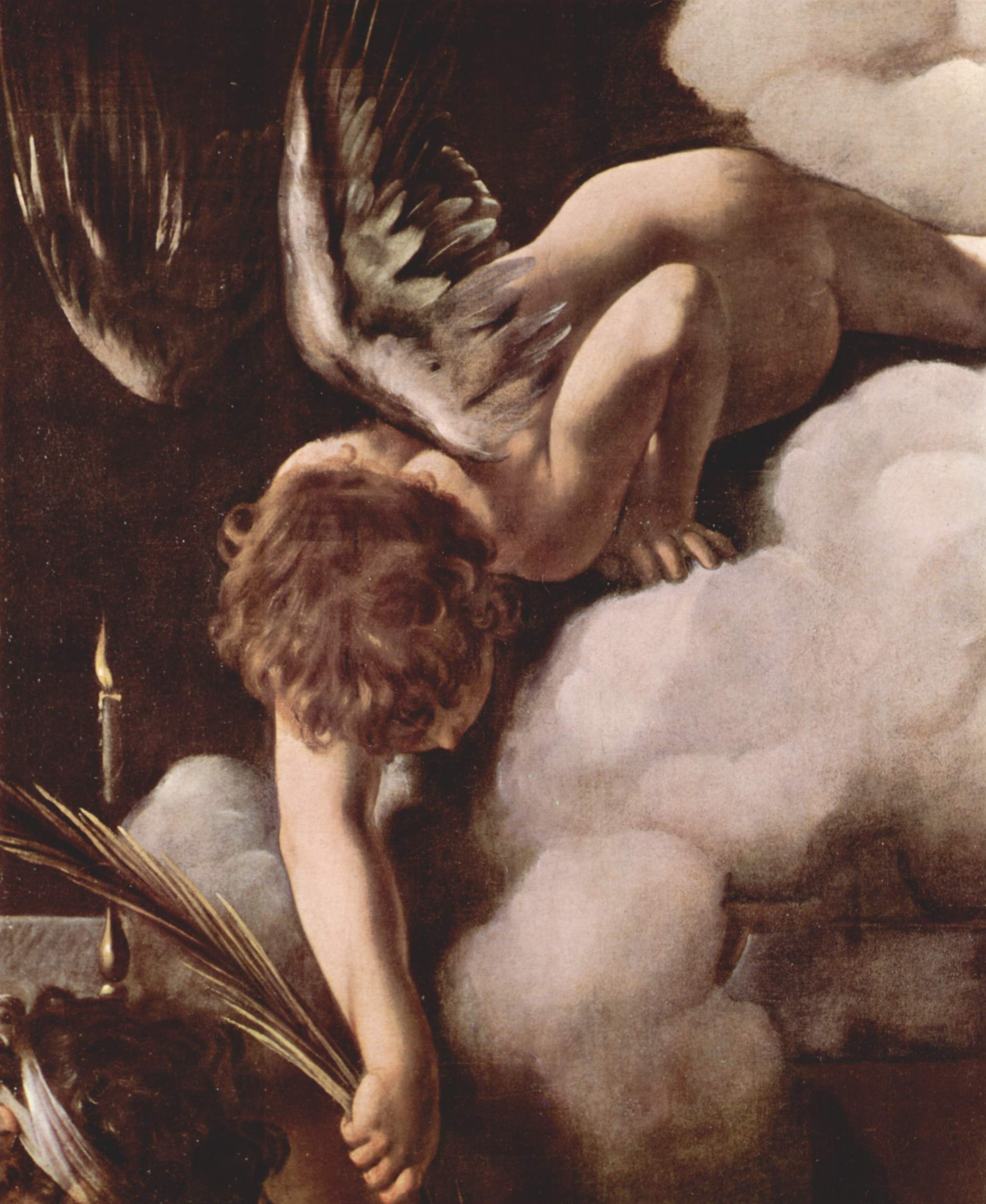
O anjo
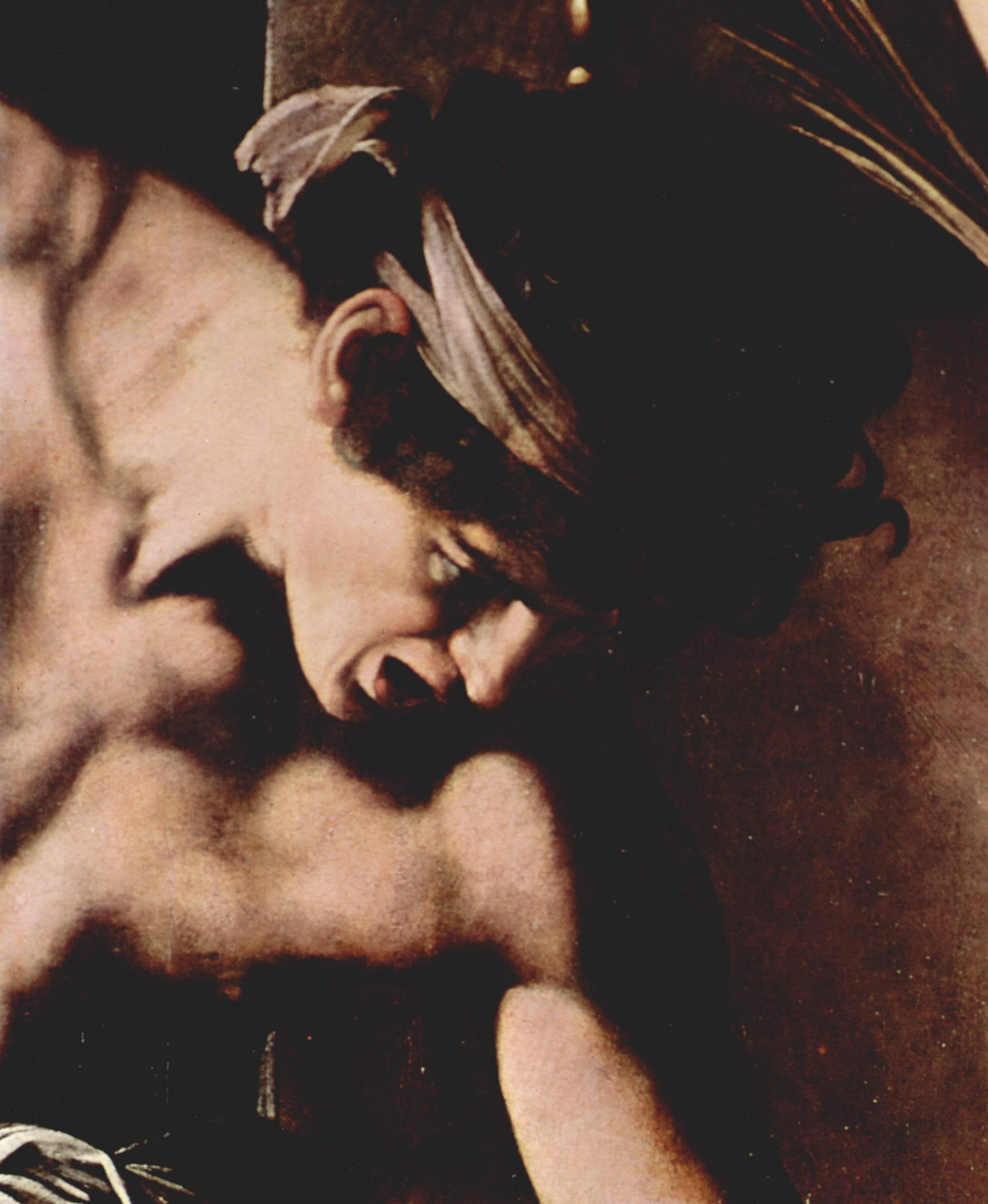
O assassino